# Narguil

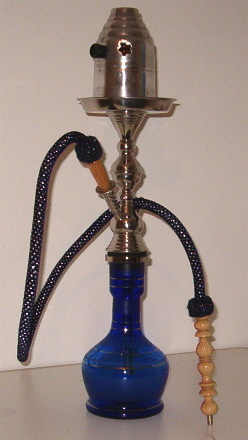
Narguil

Un narguil és una pipa d'aigua tradicional originària de l'Àsia i de l'Orient Mitjà. El narguil s'ha estès també per Europa i Amèrica.
És una pipa que té aigua a la base, un tub de succió, un cendrer i un contenidor de tabac o herbes, que és cobert amb paper d'alumini, sobre el qual es col·loquen els trossos de carbó que són canviats cada 15-20 minuts.

## Història
No es coneix amb certesa el país on es va originar la pràctica de fumar narguil. Es creu que va ser a l'Índia, a la Xina o a Egipte, fa uns 600 anys. Al principi, la base estava feta de coco, però amb els anys ha anat evolucionant i millorant, i actualment els més luxosos es fabriquen de vidre i d'or o de plata. No obstant això, va ser durant la colonització britànica de l'Índia quan els britànics van exportar aquest invent a Occident.
Durant l'ocupació turca del segle xvi al Regne d'Hongria, el seu ús era molt comú entre els membres de la noblesa hongaresa, que mantenia contactes polítics amb els musulmans a través del Gran Principat de Transsilvània. Quan el 1699 es va concretar l'expulsió definitiva dels turcs dels territoris hongaresos, l'emperador i rei d'Hongria Leopold I d'Habsburg es va decretar la prohibició de la flauta turca, el narguil i tota mena d'elements que estiguessin associats amb els musulmans, per tal de mantenir la cultura cristiana catòlica sobre el regne.

## Ús

### Turquia
La tradició de l'ús del narguil és molt antiga i comuna. S'estava perdent, però al principi de la dècada del 2000, amb l'aparició del tabac aromàtic i de sabors, les noves generacions van tornar a interessar-se en l'ús del narguil, tot i que s'ha anat perdent el tabac original turc.
Actualment, els llocs on poder gaudir d'un narguil tradicional turc es diuen bars de narguil, i són quasi residuals. En aquests s'hi ofereixen diferents tipus de te, però el més comú és el te de poma, bastant estès entre els turistes. En aquests llocs no s'hi serveixen begudes alcohòliques.